# Dun
Dun kan også betyde brunblakket, se Dun (brunblakket)
Dun er små, løse fjer med bløde stråler uden bistråler. Dunede sidder ved grunden af dækfjerene i regelmæssigt skifte. Deres hovedopgave er at virke varmeisolerende.
| Fugl | Spire Denne artikel om fugle er en spire som bør udbygges. Du er velkommen til at hjælpe Wikipedia ved at udvide den. |